# Brunhakad novis
Brunhakad novis (Nonnula sclateri) är en fågel i familjen trögfåglar inom ordningen jakamar- och trögfåglar.

## Utseende och läte
Brunhakad novis är en chokladbrun trögfågel med en mattoragen fläck på näbbroten. Liknande brunkronad novis har istället bjärt rödorange hjässa och orange på strupe och bröst. Sången består av en långsam serie stigande visslingar, avgivna ungefär en gång i sekunden.

## Utbredning och systematik
Brunhakad novis förekommer från tropiska sydöstra Peru till norra Bolivia och västra Brasilien söder om Amazonfloden. Den behandlas som monotypisk, det vill säga att den inte delas in i några underarter. 

## Levnadssätt
Brunhakad novis är en vanligen rätt sällsynt fågel i uppvuxen regnskog. Den verkar mestadels förekomma på mer höglänta mark i "terra firme"-skog. Där ses den enstaka eller i par i undervegetationen.

## Status och hot
Arten har ett stort utbredningsområde, men tros minska i antal, dock inte tillräckligt kraftigt för att den ska betraktas som hotad. Internationella naturvårdsunionen IUCN listar arten som livskraftig (LC).

## Namn
Fågelns vetenskapliga artnamn hedrar Philip Lutley Sclater (1829-1913), engelsk ornitolog och samlare av specimen.